# Ауде-Маас
А́уде-Маас (нидерл. Oude Maas, «Старый Маас») — река в Нидерландах, течёт по территории провинции Южная Голландия, рукав Рейна, бывшее русло Мааса.
Длина — 37 км. Ширина — 180—340 м. Глубиной до 15,6 м.
Начинается у Папендрехта, где река Бенеден-Мерведе разделяется на Норд и Ауде-Маас, течёт вдоль южного берега острова Эйсселмонде; после того, как от него отходит Дордтсе-Кил, Ауде-Маас образует северную границу острова Хуксевард, а затем течёт на запад, где возле города Ауд-Бейерланд от него отделяется река Спёй. После этого Ауде-Маас направляется на северо-запад между городами Спейкениссе и Хогвлит, и у города Влардинген сливается с рекой Ньиве-Маас, образуя реку Схёр.